# Boceto de un dios fluvial
El boceto de un Dios fluvial es un modelo de escultura realizado en cera (longitud 22 #cm) por Miguel Ángel Buonarroti, que data del 1524 aproximadamente y está conservado en la Casa Buonarroti en Florencia.

## Historia y descripción
La obra fue adscrita por primera vez a Miguel Ángel por Wilde en 1928. En dicha época la estatuilla se presentaba en vertical y estaba ligada a un proyecto de una de las Prisiones de la tumba de Julio II. Fue Charles de Tolnay en primer lugar (1954) el que reconoció sobre todo la realidad de una figura tumbada, basándose sobre un dibujo del siglo XV presente en los Uffizi en donde el boceto fue copiado. Además la obra aparece en otra fuente iconográfica, el retrato de Miguel Ángel en su estudio, ejecutado por un artista del siglo XV-XVI y que se conserva en la Casa Buonarroti, en la cual la artista está rodeado de algunos proyectos, entre los cuales se reconoce el boceto de un Dios fluvial, en las mismas condiciones que el actual (sin cabeza, con los brazos cortados a la altura del codo y las piernas cortadas por debajo de la rodilla), y el Desnudo viril I.
Los modelos, normalmente realizados en cera o terracota, eran necesario también para realizar un particular proceso de esculpido por el que preveía la inmersión en el agua de la escultura: bajando gradualmente el nivel de los líquidos se podía tener una idea de los niveles horizontales de la estatua y reproducirlos así sobre el mármol.
La obra viene así pues referida a los trabajos a la Sacristía Nueva de San Lorenzo, como modelo de una de las nunca realizadas divinidades fluviales que debían ponerse a los pies de los sepulcros de los Médici. Un modelo análogo, pero a tamaño  natural, es el denominado Torso de río, también conservado en la casa Buonarroti.